# Oskar Notz

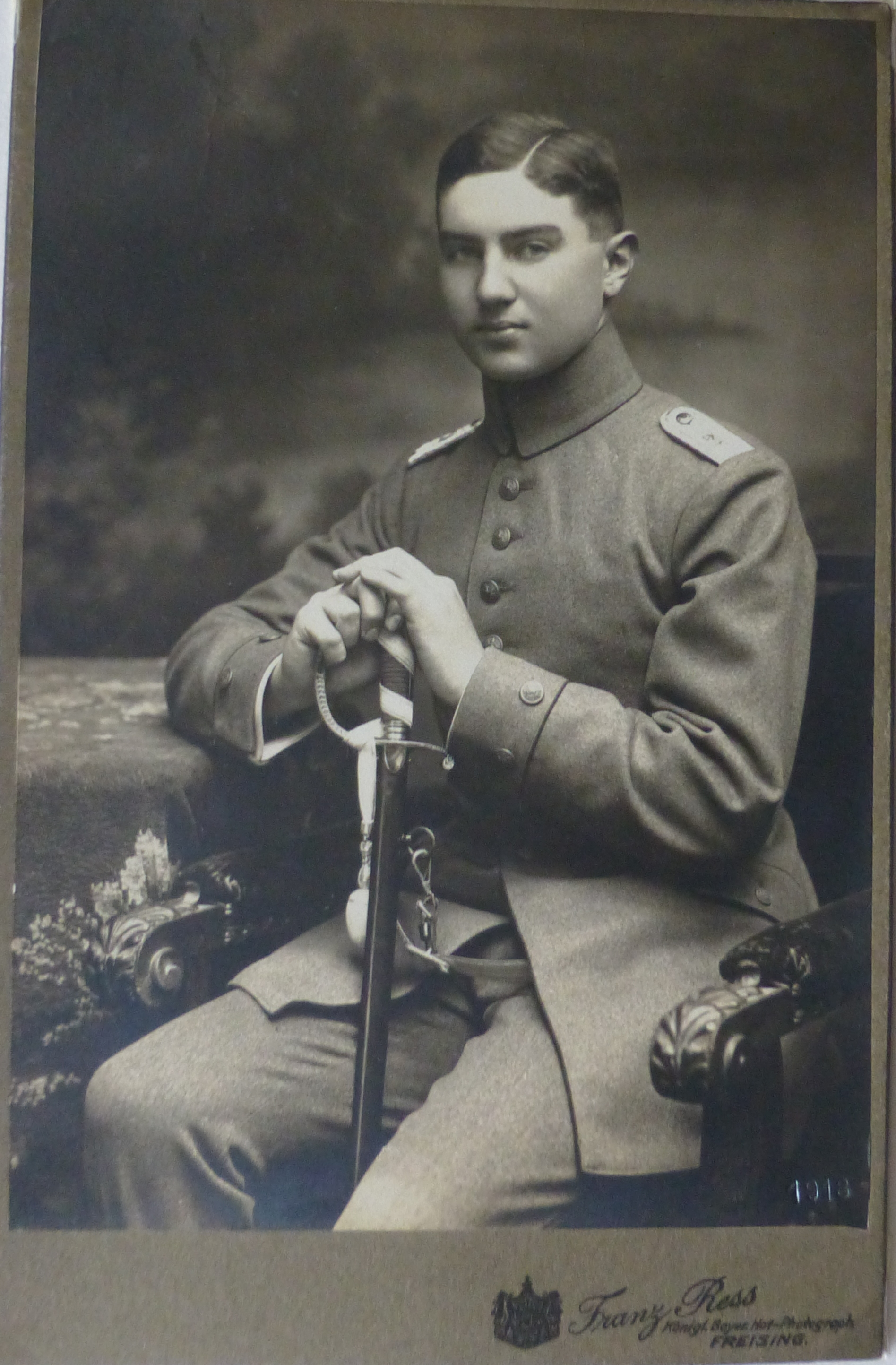
Oskar Notz als Offiziersanwärter mit 18 Jahren (1918)

Oskar Notz (* 11. Juni 1899 in Freising; † 29. April 1932 auf dem Flugplatz Schleißheim) war ein deutscher Pilot und Drittplatzierter des Europarundfluges 1930.

## Leben
Über das Leben von Oskar Notz  ist wenig bekannt, jedoch war er als Oberleutnant des 2. Bataillons des 20. Bayerischen Infanterie-Regiments Ingolstadt an etlichen Erprobungsflügen neu konstruierter Flugzeuge für die zunehmend verdeckt aufgerüstete Reichswehr beteiligt.
Im Jahr 1930 gewann er mit einer Klemm L 25E den dritten Platz der Gesamtwertung im Europarundflug.
Am 29. April 1932 stürzte Notz bei einem Erprobungsflug für den Europarundflug 1932 in einer Heinkel He 64 aus 30 Metern Höhe tödlich ab.
Sein Grab, auf dessen Grabstein ein bronzener Adler und die Worte „Flieger reich mir die Sonne...“ angebracht waren, ist auf dem Freisinger Friedhof inzwischen aufgelassen.

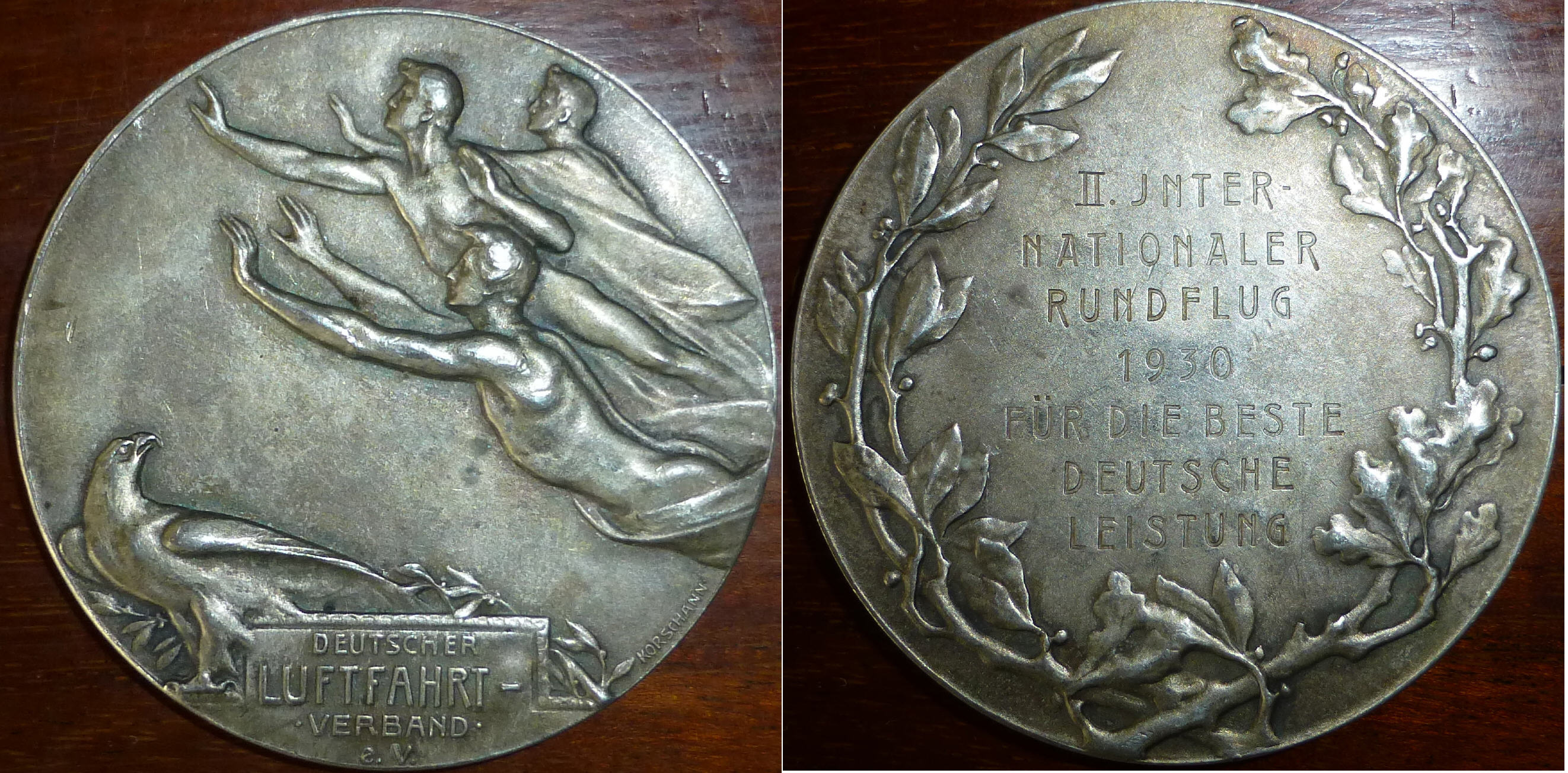
Bronze-Medaille zum Europarundflug 1930